# Dominique de Gourgues
Pour les autres membres de la famille, voir Famille de Gourgue.
Dominique de Gourgues, né à Mont-de-Marsan vers 1530 et décédé à Tours 1593, est un  noble et militaire français, portant le grade de capitaine dans l'armée du roi Charles IX.
Originaire de Gascogne, il est principalement connu pour avoir mené une attaque de corsaire contre la Floride espagnole en 1568, en représailles au massacre perpétré par les forces espagnoles contre des soldats français du fort Caroline défendant le territoire colonial de la Floride française. Il détruit ainsi trois forts et tue plusieurs centaines d'hommes de la garnison espagnole, ce qui lui vaut le surnom de « Vengeur de Matanzas ».

## Biographie

### Famille
Ses origines familiales ne sont pas établies avec certitude. Issu de la famille de Gourgue, il serait le fils cadet de Jean de Gourgues, seigneur de Gaube et de Montlezun, et d'Isabeau du Tau, ou Detau, mais aucune archive ne l'atteste.

### Carrière militaire
Début de carrière
Dominique de Gourgues devient soldat à l'âge de dix-huit ans. Il sert pendant une vingtaine d'années en France, Écosse, Italie, Allemagne et Flandre. Fait prisonnier près de Sienne par les Espagnols, il est envoyé aux galères par ces derniers. Son navire est capturé par les Turcs et il n'est libéré que deux années plus tard par les chevaliers de Malte.
Guerres de religions
En cette période d'intolérance religieuse, marquée par les guerres de religion en France et l'Inquisition en Espagne, les Espagnols s'en prennent aux  Huguenots réfugiés dans les colonies américaines, allant jusqu'à les massacrer, comme c'est le cas le 20 septembre 1565 au Fort Caroline de la colonie de Jean Ribault. Veuves, enfants et parents des victimes  adressent une lettre au roi de France Charles IX, lui demandant de leur rendre justice, car le souverain, bien qu'informé de la situation en Floride française, ne porte que peu d'attention à cette affaire, n'aimant lui-même pas beaucoup les Huguenots. Il ne donne pas de suite à cette lettre.
Vengeance du massacre des Huguenots
Dominique de Gourgues, en tant qu'homme d'action et de conviction, sent qu'il ne peut pas laisser la situation sans réponse, estimant que l'honneur de la France est en jeu, car depuis trop longtemps, elle laisse ses ressortissants se faire massacrer. Par ailleurs, il est possible que Gourgues soit lui-même huguenot, bien que certains auteurs pensent le contraire. Enfin, son aventure de jeunesse avec les Espagnols ne le pousse pas au calme. C'est pourquoi, malgré son âge, Dominique se décide à venger le sort des massacrés. Il affrète pour cela trois bateaux, à voile et à rames, dont Le Brigantyn et Le Grand Charles, avec l'idée de partir avec plus de 150 hommes, dont 100 arquebusiers, dit-on. Cette expédition, entièrement financée par lui, lui coûte trop cher, aussi doit-il emprunter de l'argent à son frère Antoine de Gourgues. Des documents montrent également des emprunts à d'autres personnes. Par ailleurs, il emprunte tant d'argent qu'il doit vendre des canons volés aux Espagnols à la ville de Bordeaux.
Le 2 août 1567, il appareille vers l'Afrique, où il capture des esclaves pour lui prêter main-forte et, arrivé à hauteur du Cap-Vert, il traverse jusqu'à Cuba. Il arrive en Floride à l'embouchure de la rivière May, ou il se présente sous pavillon espagnol et débarque à l'aide de cette ruse sans être découvert. Il tombe sur les Indiens du chef Saturiwa qui, ayant eu à subir les exactions des espagnols, leur interdisent l'accès à la terre ferme. Gourgues parvient à conclure un accord, grâce notamment à Pierre Debré, rescapé de la tuerie de La Caroline de 1565 et qui apprend les langues locales après avoir été recueilli par les Indiens. Les Espagnols disposant de trois forts, Français et Indiens décident de s'attaquer aux deux plus faibles, commandant la Saint John's River. Ils les prennent par surprise et en massacrent les garnisons. Ils s'avancent discrètement vers le troisième, l'ancienne citadelle de La Caroline rebaptisée San Mateo. La garnison (300 hommes) est en train de dîner. Surprise, elle est massacrée le 24 avril 1568 et les prisonniers sont pendus. Sur eux, un écriteau signifiant que le vengeur les a pendus « non comme des Espagnols, mais comme des marauds, voleurs et des meurtriers ». Gourgues, après avoir rasé toutes traces d'implantation espagnole en Floride, rentre en France (3 mai 1568) qu'il atteint le 12 juin.
Fin de carrière
Fêté à La Rochelle et à Bordeaux à son retour, il est boudé par le roi, sous l'influence des Guise, et doit se cacher dans Paris jusqu'en 1573. Devenu gentilhomme à la Chambre du Roi Henri IV, il reçoit le commandement d'une compagnie qui prend, en 1573, une part active au siège de La Rochelle. En 1581, la reine protestante d'Angleterre Élisabeth Ire lui confie, à titre d'Amiral, le commandement d'une flotte destinée à secourir le Portugal, alors envahi par les Espagnols. Mais Dominique de Gourgues décède de maladie en 1582 à Tours, en route pour l'Angleterre.

## Postérité
Dans son testament du 13 février 1556, Dominique de Gourgues formule le souhait d'être inhumé dans l'église du couvent des Cordeliers dans sa ville natale. Son vœu n'est exaucé en raison de son décès à Tours. La rue Dominique-de-Gourgues est nommée en son hommage dans sa ville natale de Mont-de-Marsan.